# ريكي تاكاغي
ريكي تاكاغي (باليابانية: 髙木 理己) (مواليد 13 يوليو 1978)، هو لاعب كرة قدم ياباني معتزل.

## وصلات خارجية
- ريكي تاكاغي على موقع قاعدة بيانات كرة القدم.إي يو (الإنجليزية)
- ريكي تاكاغي على موقع Soccerway.com (الإنجليزية)
- ريكي تاكاغي على موقع عالم كرة القدم.نت (الإنجليزية)